# Club Atlético de Madrid 1977-1978
Questa voce raccoglie le informazioni riguardanti il Club Atlético de Madrid nelle competizioni ufficiali della stagione 1977-1978.

## Stagione
Nella stagione 1977-1978 i colchoneros, allenati da Luis Aragonés, terminano la stagione al sesto posto. In Coppa del Re l'Atlético Madrid viene eliminato ai quarti di finale dal Las Palmas, finalista di quell'edizione. In Coppa dei Campioni, i rojiblancos perdono ai quarti di finale contro i belgi del Club Bruges.

## Maglie e sponsor
| Manica sinistra · Manica sinistra · Maglietta · Maglietta · Manica destra · Manica destra · Pantaloncini · Calzettoni |

## Rosa
| N. |                     | Ruolo | Calciatore               |
| -- | ------------------- | ----- | ------------------------ |
| -  | Spagna (bandiera)   | P     | Miguel Reina             |
| -  | Spagna (bandiera)   | P     | José Pacheco Gómez       |
| -  | Spagna (bandiera)   | D     | José Luis Capón          |
| -  | Brasile (bandiera)  | D     | Luís Pereira             |
| -  | Spagna (bandiera)   | D     | Eusebio Bejarano         |
| -  | Spagna (bandiera)   | D     | Marcelino                |
| -  | Spagna (bandiera)   | D     | Juan José Rubio          |
| -  | Spagna (bandiera)   | D     | Miguel Ángel Ruiz García |
| -  | Spagna (bandiera)   | C     | Francisco Javier Bermejo |
| -  | Paraguay (bandiera) | C     | Domingo Benegas          |

| N. |                      | Ruolo | Calciatore                  |
| -- | -------------------- | ----- | --------------------------- |
| -  | Spagna (bandiera)    | C     | Marcial Pina                |
| -  | Spagna (bandiera)    | C     | Alberto Fernández           |
| -  | Spagna (bandiera)    | C     | Eugenio Leal                |
| -  | Spagna (bandiera)    | C     | Robi                        |
| -  | Argentina (bandiera) | A     | Rubén Ayala                 |
| -  | Spagna (bandiera)    | A     | Francisco Herencia          |
| -  | Spagna (bandiera)    | A     | Higinio Vilches             |
| -  | Brasile (bandiera)   | A     | Leivinha                    |
| -  | Spagna (bandiera)    | A     | Francisco Aguilar Fernández |
| -  | Spagna (bandiera)    | A     | Rubén Cano ()               |

## Risultati

### Coppa dei Campioni
| Arbitro: | Hilmi Ok |

|                             |           |                |
| Vrînceanu 14’ Georgescu 73’ | Marcatori | 58’ L. Pereira |

| Arbitro: | Klaus Ohmsen |

|                      |           |  |
| Benegas 67’ Cano 81’ | Marcatori |  |

| Arbitro: | Clive Thomas |

|             |           |          |
| Lacombe 48’ | Marcatori | 42’ Pina |

| Arbitro: | Károly Palotai |

|                         |           |             |
| Cano 81’ L. Pereira 80’ | Marcatori | 31’ Lacombe |

| Arbitro: | Heinz Aldinger |

|                           |           |  |
| Courant 44’ De Cubber 57’ | Marcatori |  |

| Arbitro: | Pat Partridge |

|                           |           |                       |
| Benegas 20’ Pina 30’, 62’ | Marcatori | 31’ Cools 69’ Lambert |

## Statistiche

### Statistiche di squadra
| Competizione       | Punti | Totale | Totale | Totale | Totale | Totale | Totale | DR |
| Competizione       | Punti | G      | V      | N      | P      | Gf     | Gs     | DR |
| ------------------ | ----- | ------ | ------ | ------ | ------ | ------ | ------ | -- |
| Primera División   | 36    | 34     | 16     | 4      | 14     | 61     | 52     | +9 |
| Coppa del Re       | -     | 4      | 2      | 0      | 2      | 8      | 9      | -1 |
| Coppa dei Campioni | -     | 6      | 3      | 1      | 2      | 9      | 8      | +1 |
| Totale             | 36    | 44     | 21     | 5      | 18     | 78     | 69     | +9 |